# Landkanton Hildesheim
Der Landkanton Hildesheim bestand von 1807 bis 1813 im Distrikt Hildesheim im Departement der Oker im Königreich Westphalen und wurde durch das Königliche Dekret vom 24. Dezember 1807 gebildet. Der Kanton besaß keinen eigenen Hauptort und wurde von Hildesheim aus verwaltet.

## Gemeinden
- Listringen
- Heinde
- Lechstedt mit dem Gute Walsbausen und dem Uppner Pass
- Achtum
- Uppen
- Einem
- Betmar
- Drispenstedt
- Bavenstedt
- Steuerwald (ehemaliger Amtssitz)

## Einzelnachweis
1. ↑  Königliches Decret, wodurch die Eintheilung des Königreichs in acht Departements angeordnet wird. Verzeichniß der Departements, Districte, Cantons und Communen des Königreichs. In: Landschaftsverband Westfalen-Lippe (Hrsg.): Bulletin des lois du Royaume de Westphalie. Band I, Nr. 6, 1807, S. 161 f. (lwl.org [PDF; 4,9 MB; abgerufen am 16. Mai 2011]).